# World Energy Outlook
Der World Energy Outlook ist die jährlich erscheinende Publikation der Internationalen Energieagentur (IEA), in der diese mittel- und längerfristige Prognosen auf die Welt-Energieversorgung gibt. Das bezieht sich vor allem auf die Versorgung mit fossiler Energie (Erdöl und Erdgas). Der World Energy Outlook wird grundsätzlich in zwei Teilen veröffentlicht. Zum einen gibt es eine frei zugängliche Kurzfassung in verschiedenen Sprachen, und dazu eine kostenpflichtige Langfassung, die alle Quellen und Tabellen mit aufführt, und sehr detailliert auf die einzelnen Aussagen eingeht.

## World Energy Outlook 2008
Der am 12. November 2008 in London vorgestellte World Energy Outlook 2008 behandelt, laut eigener Aussage, zwei „dringende aktuelle Probleme des Energiesektors“.
In der Einleitung wird zum einen auf die Aussichten für die Öl- und Gasproduktion verwiesen. In diesem Bereich hat die IEA eine feldgenaue Analyse der 800 größten Ölfelder der Welt vorgenommen, und eine Beurteilung der Chancen auf Entdeckung und Erschließung neuer Ressourcen und Reserven.
Diese Bottom-up-Analyse ist eine Abkehr der bisherigen Verfahrensweise der IEA, die in der Vergangenheit aus der Ableitung von Wirtschaftswachstum und Bevölkerungswachstum den wachsenden Bedarf an Erdöl prognostiziert hat, unter der Prämisse, dass dieser Bedarf von den Förderländern gedeckt wird. In der Vergangenheit hat die IEA so sehr gute Prognosen für die Zeit bis heute geliefert.
Die Tatsache, dass die IEA nun mit einer Bottom-up-Analyse eine andere Sichtweise einnimmt, und zugleich vor einer aus dieser Analyse heraus sichtbaren möglichen Verknappung des Ölangebots warnt, ist bemerkenswert. Die Kernaussage in der deutschen Zusammenfassung ist die, dass aufgrund nicht genügender Exploration und Investition in neue Felder ab 2010 ein Mangel an verfügbarem Öl auftreten könnte. Zweck dieser Warnung ist die Auslösung der nötigen Investitionen, um das genannte Szenario zu vermeiden.
Zum anderen wird in Szenarien für die Zeit nach 2012 auf die Klimaproblematik eingegangen. Dort wird untersucht, welche Entscheidungen auf der Emissionsseite kommen könnten, um eine Kohlenstoffdioxid-Konzentration in der Erdatmosphäre von 550 ppm oder 450 ppm nicht zu überschreiten. Untersucht werden dabei Auswirkungen auf Preise, Investitionen, Luftverschmutzung und Versorgungssicherheit. Ziel dieser Analyse ist es, den politisch Verantwortlichen Handlungsoptionen an die Hand zu geben.

## World Energy Outlook 2023
Die Internationale Energieagentur (IEA) sieht die Menschheit "auf dem besten Weg, noch vor 2030 den Gipfel der Nachfrage nach Kohle, Öl und Erdgas zu erreichen". Die weitere Entwicklungsrichtung fasst der Bericht in einigen Thesen zusammen:
- "Die Energiewelt bleibt unsicher, aber es gibt wirksame Möglichkeiten zur Verbesserung der Energiesicherheit und zur Senkung der Emissionen"
- "China hat die Energiewelt verändert, aber jetzt verändert sich China selbst"
- "Das Ende der Wachstumsära für fossile Brennstoffe bedeutet nicht das Ende der Investitionen in fossile Brennstoffe, aber es untergräbt die Argumente für eine Erhöhung der Ausgaben." Allerdings: "Eine Welle von neuen LNG-Exportprojekten wird die Gasmärkte neu gestalten."
- "Hohe weltweite Produktionskapazitäten bieten beträchtliche Chancen für die Photovoltaik."[1]

Die weitere Entwicklung wird wie folgt zusammengefasst: "Höhepunkt der energiebedingten CO2-Emissionen für Mitte der 2020er Jahre, aber die Emissionen bleiben hoch genug, um die globalen Durchschnittstemperaturen im Jahr 2100 auf etwa 2,4 °C zu erhöhen. Dieses Ergebnis hat sich im Laufe der aufeinanderfolgenden Ausgaben des Outlook verbessert, deutet aber immer noch auf sehr weitreichende und schwerwiegende Auswirkungen des Klimawandels hin."
Als die "wichtigsten Maßnahmen, die erforderlich sind, um die Emissionskurve bis 2030 nach unten zu drücken" werden als "allgemein bekannt" bezeichnet und sie sei "in den meisten Fällen sehr kosteneffizient". Genannt wird
- eine Verdreifachung der Kapazitäten für erneuerbare Energien
- eine Verdoppelung des Tempos der Verbesserungen der Energieeffizienz auf 4 % pro Jahr
- eine Beschleunigung der Elektrifizierung und
- eine Verringerung der Methanemissionen aus dem Betrieb fossiler Brennstoffe
- Das zusammen liefere "mehr als 80 % der Emissionsreduktionen, die bis 2030 erforderlich sind, um den Energiesektor auf einen Pfad zu bringen, der die Erwärmung auf 1,5 °C begrenzt."[1]

Der vollständige Bericht enthält zudem verschiedene Szenarien mit mehr oder weniger ambitionierten politischen Maßnahmen.

## Kritik am World Energy Outlook
2025 erschien eine systematische Untersuchung der WEO-Projektionen 1993 bis 2022 im Vergleich zu den später eingetroffenen tatsächlichen Entwicklungen. Hauptergebnisse dieser Gegenüberstellung, die von Forschenden der Technische Universität Lappeenranta in Finnland stammt: Während die IEA das Wachstum der Primär- und Endenergienachfrage in den Projektionen zutreffend eingeschätzt hat, sind das Wachstum der fossilen Brennstoffe und der nuklearen Stromerzeugung in der Vergangenheit überschätzt und das Wachstum der wichtigsten erneuerbaren Technologien, einschließlich der Photovoltaik und der Windenergie, stark unterschätzt worden. Diese Unterschätzung war in allen, auch den jüngsten Szenarien anzutreffen. Sowohl die WEO-Projektionen als auch die normativen Szenarien mit angenommenen höheren Nachhaltigkeitsanstrengungen "zeigen eine Tendenz zugunsten der Kernenergie und gegen erneuerbare Energien". Der Gegenüberstellungsreport zu den Projektionen im WEO mündet daher in der Forderung auch an die IEA: "Die Transparenz der Annahmen zu Schlüsseltechnologien muss erhöht werden".

## Publikationen
- World Energy Outlook 2016 – erhältlich für 120 USD
- Zusammenfassung des World Energy Outlook 2013 (deutsch) (PDF)
- Redrawing the Energy-Climate Map. World Energy Outlook Special Report 2013 (Sonderbericht zum Klimawandel, deutsch) (PDF)
- Zusammenfassung des World Energy Outlook 2012 (deutsch) (PDF)
- Zusammenfassung des World Energy Outlook 2011 (deutsch) (PDF, 1,6 MB)
- Zusammenfassung des World Energy Outlook 2010 (deutsch) (PDF, 0,9 MB)
- Zusammenfassung des World Energy Outlook 2009 (deutsch) (PDF, 2,1 MB)
- World Energy Outlook: Berichte 2008-1994 (englisch)